# Gurpreet Singh Sandhu
Gurpreet Singh Sadhu (ur. 3 lutego 1986 w Chamkaur Sahib) – indyjski piłkarz, grający na pozycji bramkarza w klubie Bengaluru FC oraz reprezentacji Indii.

## Kariera klubowa
Sadhu rozpoczął swoją zawodową karierę w 2009 roku. Właśnie wtedy został zawodnikiem występującego w I-League klubu East Bengal. W tym samym roku przeszedł do klubu AIFF XI (obecnie Indian Arrows). W klubie tym grali młodzi piłkarze, którzy mieli stanowić trzon reprezentacji w eliminacjach Mistrzostw Świata 2018. Po roku powrócił do East Bengal. Z klubem wygrał Superpuchar Indii w 2011 roku. W 2014 roku wyjechał do Norwegii. Cztery sezony spędził w klubie Stabæk. W sumie zaliczył 11 występów, z czego większość stanowiły mecze Pucharu Norwegii. W 2017 powrócił do Indii. W sierpniu tego roku podpisał kontrakt z Bengaluru FC. W sezonie 2018/19 wygrał z drużyną Indian Super League. W klubie rozegrał już ponad 100 meczów we wszystkich rozgrywkach.

## Kariera reprezentacyjna
Zanim zadebiutował w dorosłej reprezentacji, występował w kadrach U-19 i U-23. W 2011 został powołany na Puchar Azji. W seniorskiej reprezentacji Indii zadebiutował 25 marca 2011 w starciu z Turkmenistanem. Z drużyną trzykrotnie wygrał Mistrzostwa SAFF, w 2011, 2015 i 2021 roku. Został powołany na Puchar Azji 2019.

## Nagrody
W roku 2019 został laureatem nagrody Arjuna Award.